# Murmillo

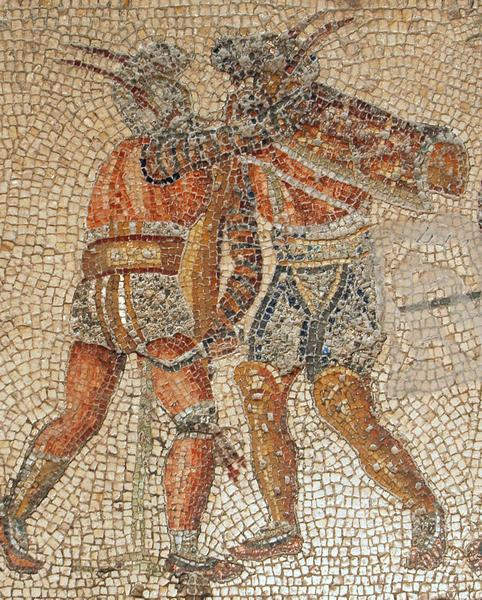
Darstellung eines Kampfs zwischen einem murmillo (links) gegen einen thraex (rechts) (Mosaik aus Leptis Magna, ca. 80–100 v. Chr.)

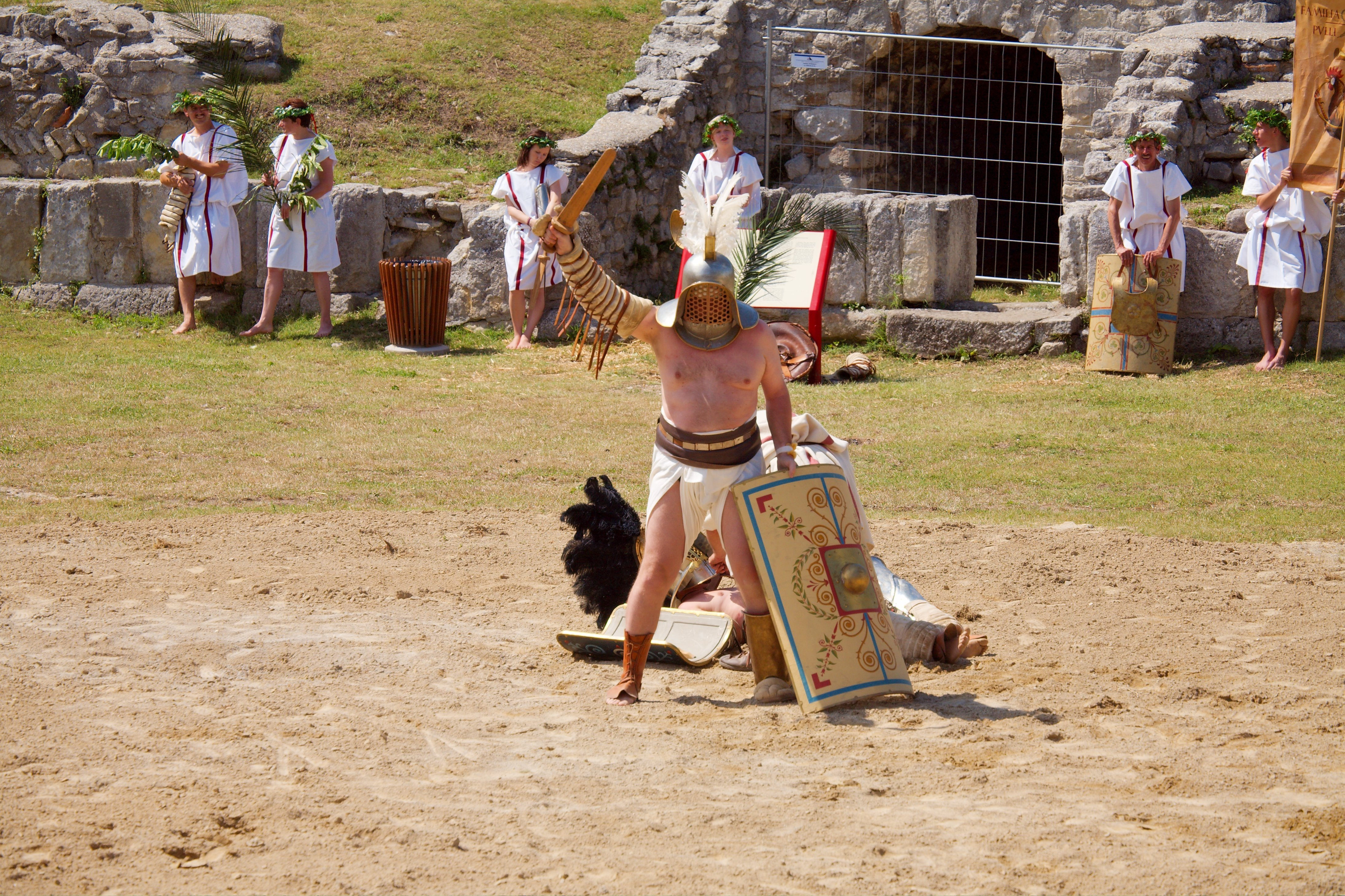
Murmillo gegen thraex, Vorführung in Carnuntum

Der murmillo (-onis m, lateinisch; auch myrmillo, mirmillo, mormillo) war ein schwerbewaffneter römischer Gladiator. Der Name leitet sich von murma ab, einem Seefisch, der in Netzen gefangen wurde. Der murmillo wurde nämlich ursprünglich vor allem gegen einen Gladiator eingesetzt, der mit einem Netz bewaffnet war, den retiarius.
Für weitere Gladiatorentypen siehe: Gladiatorengattungen.

## Ausrüstung und Bewaffnung
Der murmillo gehörte zu den schwerbewaffneten Gladiatoren. Er war mit einem geradklingigen Kurzschwert, dem gladius, bewaffnet. Als Schutz trug er einen böotischen Helm, den Schild der römischen Legionäre (scutum), einen Hand- und Armschutz am rechten Arm (manica) und eine unterhalb des linken Knies ansetzende Bandage mit Beinschiene (ocrea). Bekleidet war er mit einem Lendenschurz (subligaculum) und einem Gürtel (balteus oder cingulum).

## Gegner
Der Hauptgegner des murmillo war der thraex. Häufig wurde er auch gegen den hoplomachus eingesetzt. Einige wenige Quellen nennen als Gegner auch den retiarius.

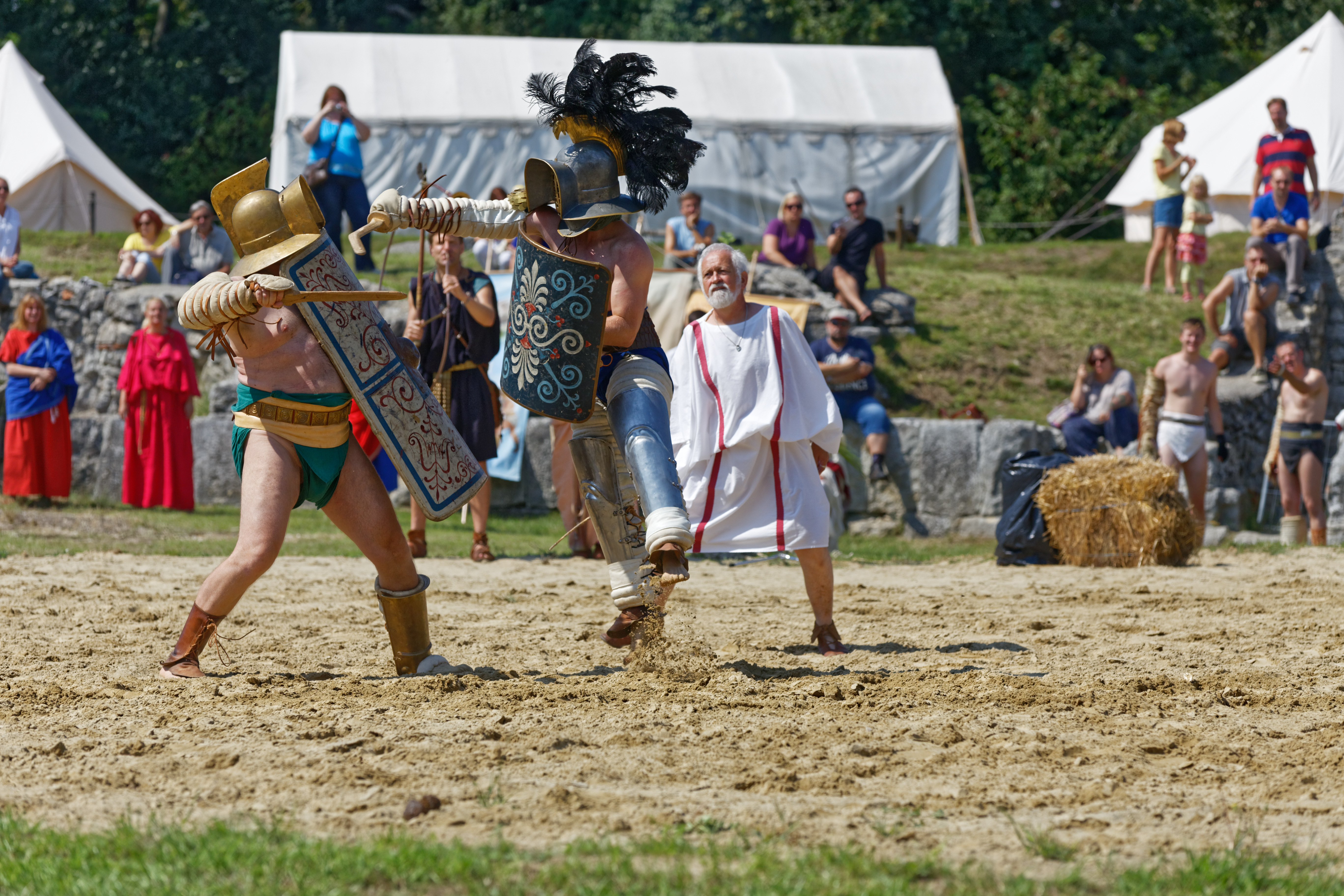
Murmillo gegen thraex, Vorführung in Carnuntum